# 布村明彦
布村 明彦（ぬのむら あきひこ、1953年 <昭和28年> - ）は、日本の国土交通・内閣府技官。近畿地方整備局長、国土技術政策総合研究所長、河川情報センター理事長を歴任。瑞宝中綬章受章。

## 経歴
福井県出身。1977年3月 京都大学大学院工学研究科土木工学専攻修了。建設省入省、河川局治水課長補佐、1992年 (平成4年) 4月 関東地方建設局 (現・関東地方整備局) 荒川下流工事事務所長、1994年7月 同局企画部企画調査官、河川局治水課沿川整備対策官、1997年7月 同局河川計画課河川事業調整官、2000年6月 総理府防災局震災対策課長、2003年7月 内閣府参事官（地震・火山対策担当）（政策統括官（防災担当）付）、同年8月 国土交通省河川局河川計画課長、2006年9月 藤本貴也の後任として近畿地方整備局長、2008年7月 同職を木下誠也と交代し坪香伸の後任として国土技術政策総合研究所長。2009年7月 西川和廣を後任として退官。
退官後、一般財団法人河川情報センター理事長、中央大学研究開発機構教授、全国水防管理団体連合会事務局長、日本災害情報学会理事、関西大学社会安全学部客員教授。

## 著作
- 「地球温暖化図鑑」 [13]

## 栄典
- 2023年春の叙勲で国土交通行政事務功労により瑞宝中綬章を受章[14]